# Isabel Albertina de Sajonia-Hildburghausen
Isabel Albertina de Sajonia-Hildburghausen (en alemán, Elisabeth Albertine von Sachsen-Hildburghausen; Hildburghausen, 4 de agosto de 1713-Neustrelitz, 29 de julio de 1761) fue una princesa alemana, regente del Ducado de Mecklemburgo-Strelitz.

## Vida
Isabel fue la novena hija de los catorce hijos del duque Ernesto Federico I de Sajonia-Hildburghausen y la condesa Sofía Albertina de Erbach-Erbach.

## Matrimonio e hijos
Se casó el 5 de febrero de 1735 con el príncipe Carlos Luis Federico de Mecklemburgo, en Eisfeld, con quien residió en circunstancias modestas en Mirow. El matrimonio hecho por inclinación resultó feliz. La corte de la pareja aseguró un repunte en Mirow, que fue casi completamente destruida por un incendio en 1747.  El matrimonio tuvo diez hijos, seis de los cuales sobrevivieron a la infancia:
- Cristiana (6 de diciembre de 1735-31 de agosto de 1794).
- Carolina de Mecklemburgo (22 de diciembre de 1736), murió poco después de nacer.
- Adolfo Federico IV de Mecklemburgo-Strelitz (5 de mayo de 1738 - 2 de junio de 1794); sucedió a su medio tío como duque reinante con el tratamiento de Alteza Serenísima.
- Isabel Cristina (13 de abril de 1739-9 de abril de 1741).
- Sofía Luisa (16 de mayo de 1740-31 de enero de 1742).
- Carlos II de Mecklemburgo-Strelitz (10 de octubre de 1741-6 de noviembre de 1816), padre de Luisa de Mecklemburgo-Strelitz; sucedió a su hermano mayor como duque.
- Ernesto Alberto (27 de agosto de 1742-27 de enero de 1814).
- Carlota (19 de mayo de 1744-17 de noviembre de 1818), fue reina consorte del Reino Unido después de casarse con Jorge III del Reino Unido.
- Gotthelf (29 de octubre de 1745-31 de octubre de 1745), murió dos días después de nacer.
- Jorge Augusto (16 de agosto de 1748-14 de noviembre de 1785).

Los hijos de la pareja se criaron en casa, e Isabel Albertina, quien fue descrita como piadosa y astuta, tenía un gran interés.

## Viudez y regente
Tras la muerte de su marido y su hermano mayor en 1752, gobernó Mecklemburgo-Strelitz como regente de su hijo de 14 años que se convirtió en el duque (gobernante) de la región de Mecklemburgo-Strelitz, e Isabel Albertina se mudó con los niños a Neustrelitz. 
Durante el tiempo de su regencia, Isabel Albertina intentó durante algunas semanas dirigir los asuntos gubernamentales de su hijo, porque su esposo la había designado como guardiana de sus hijos en su testamento, que fue confirmado por el emperador. La tutela también reclamó el duque Cristian Luis II de Mecklemburgo-Schwerin, que tenía tropas desplegadas y por lo tanto forzó el juramento de homenaje de la mayoría de los funcionarios del gobierno de Strelitz. En la creciente disputa por la tutela, no se trataba de un reinado real para ninguna de las partes. Adolfo Federico IV había sido llevado a Greifswald por seguridad. Isabel Albertina y el ducado estuvieron bajo la protección del rey Jorge II de Gran Bretaña, evitando las invasiones del duque. Finalmente, logró que el emperador declarara prematuramente a su hijo mayor de edad.
Isabel Albertina continuó asesorando a su hijo sobre cuestiones políticas. En julio de 1755, junto con su hijo, ratificó la Comparación Constitucional de Tierras para sus hijos menores.

## Muerte
Isabel Albertina fue considerada una princesa particularmente cuidadosa. Murió en 1761, dos meses antes de que su hija (Sofía) Carlota se convirtiera en reina del Reino Unido; ella había negociado su contrato matrimonial en su lecho de muerte. Con su muerte, terminó la corte real en Mirow, donde la familia pasaba el verano con regularidad. 
Fue enterrada en la Cripta real de Mirow.